# Ніколас Лауренс Бурман
Ніколас Лауренс Бурман (нід. Nicolaas Laurens Burman абонід. Nicolaus Laurent Burman, 27 грудня 1734 — 11 вересня 1793) — голландський ботанік, професор ботаніки.

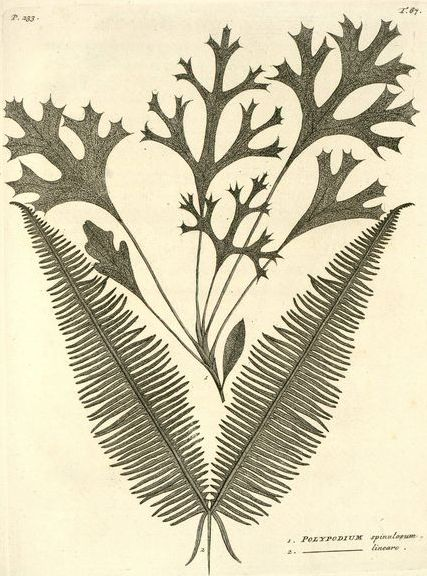
Ілюстрація з наукової роботи «Flora Indica»

## Біографія
Ніколас Лауренс Бурман народився в Амстердамі 27 грудня 1734 року у сім'ї Йоганнеса Бурмана (1707-1780), голландського лікаря та ботаніка.
У 1735 році видатний шведський учений Карл Лінней, приїхавши до Голландії, деякий час жив у Йоганнеса Бурмана.
Ніколас Лауренс Бурман вивчав, як і його батько, природознавство. З 1759 року він вів листування з Карлом Ліннеєм, а у 1760 році приїжджав до нього в Уппсалу вчитися. Після повернення на батьківщину Бурман продовжував вести листування з Ліннеєм до 1773 року.
Бурман зробив значний внесок у ботаніку, описавши безліч видів рослин.
Помер Ніколас Лауренс Бурман 11 вересня 1793 року.

## Наукова діяльність
Ніколас Лауренс Бурман спеціалізувався на папоротеподібних, водоростях та на насіннєвих рослинах.

## Наукові роботи
- Specimen botanicum de geraniis, quod favente summo numine ex auctoritate magnifici rectoris, Jo. Nic. Seb. Allamand, … nec non amplissimi senatus academici consensu, & nobilissimae facultatis medicae decreto, pro gradu doctoratus, … eruditorum examini subjicit Nicolaus Laurentius Burmannus. Leiden 1759.
- Flora Indica: cui accedit series zoophytorum Indicorum, nec non prodromus florae Capensis. Amsterdam 1768[6].
- Flora Corsica. In: Nova Acta Physico-Medica Academiae Caesareae Leopoldino-Carolinae Naturae Curiosorum. 1770.
- Pharmacopoea Amstelodamensis Nova. Amsterdam 1792.